# Ligist
Ligist osztrák mezőváros Stájerország Voitsbergi járásában. 2017 januárjában 3255 lakosa volt.

## Elhelyezkedése

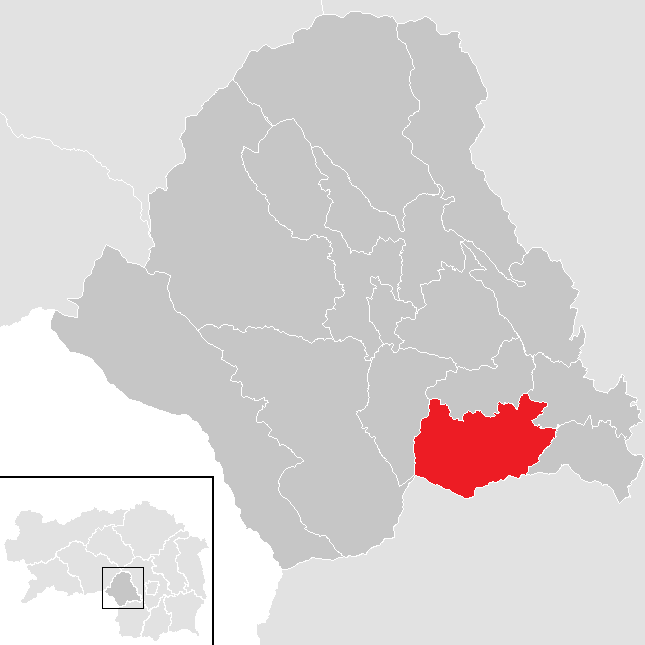
Ligist a Voitsbergi járásban

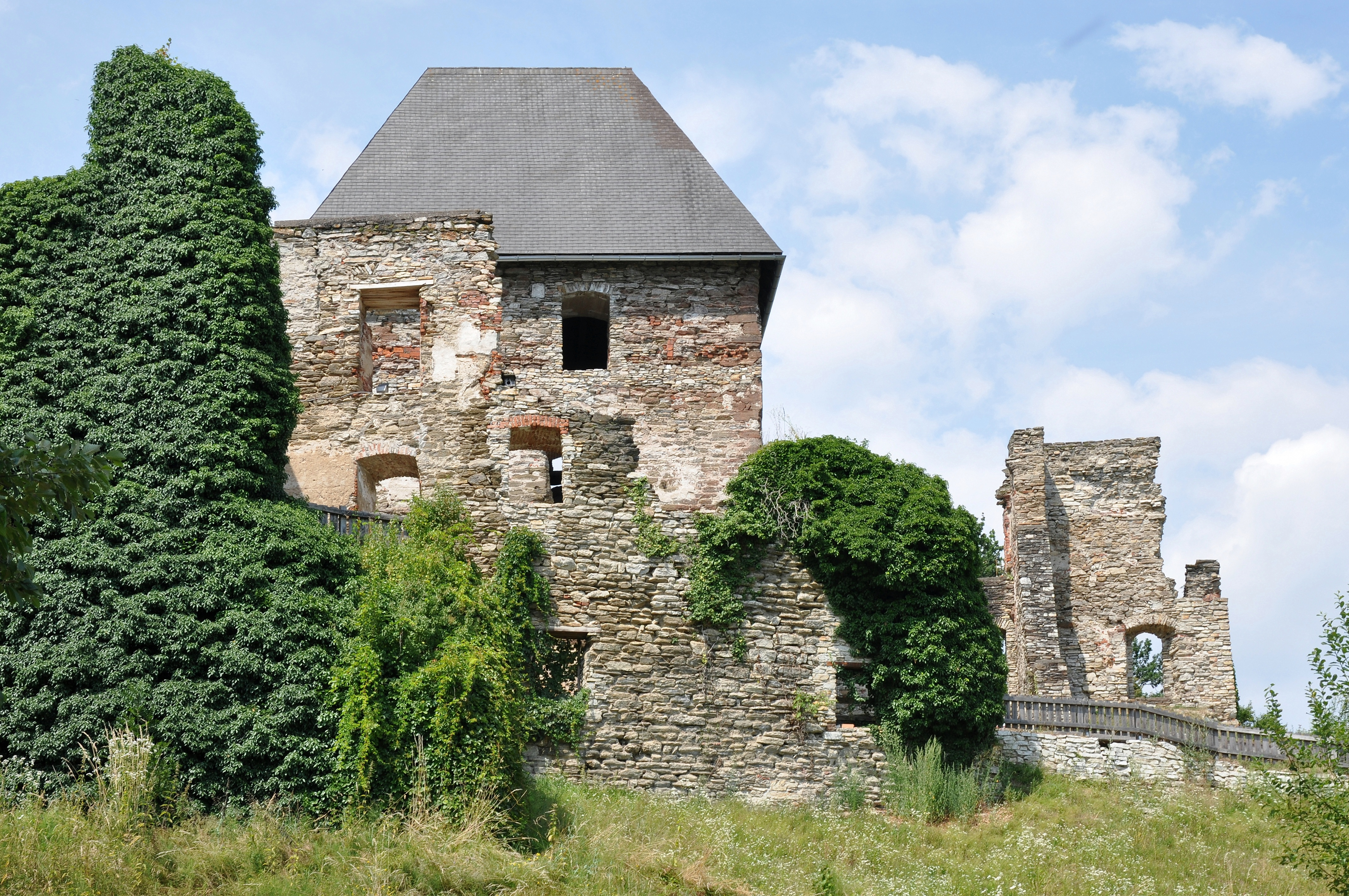
A ligisti várrom

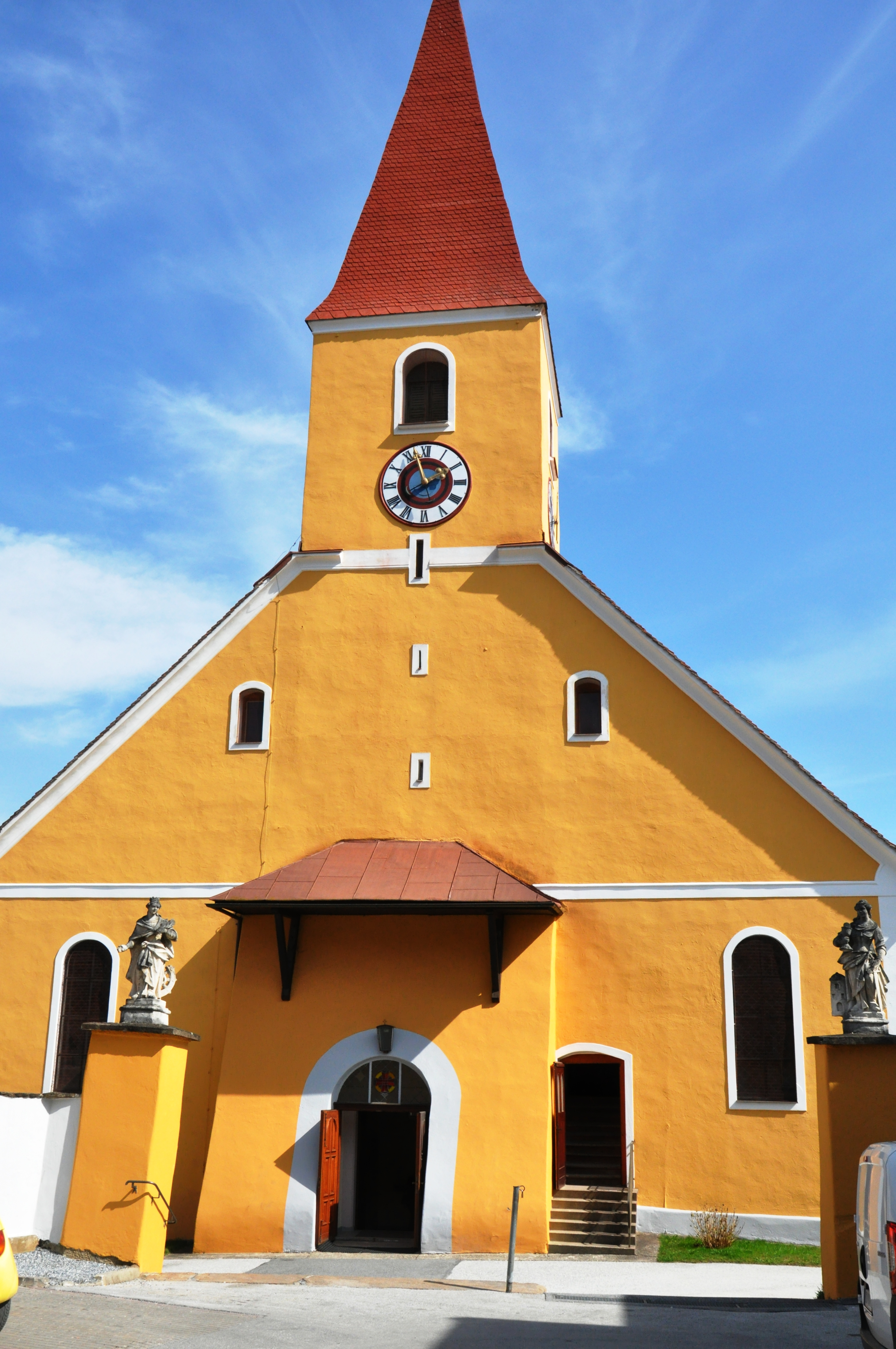
A Szt. Katalin-plébániatemplom

Ligist a tartomány középső részén fekszik a Nyugat-Stájerország régióban, a nyugat-stájer dombságon. A környező dombokon szőlőt és gyümölcsöt termesztenek. Az önkormányzathoz 5 katasztrális községben (Grabenwarth, Ligist, Oberwald, Steinberg, Unterwald) 7 falu és egyéb település tartozik: Dietenberg, Grabenwarth, Ligist Markt, Ligistberg, Oberwald, Steinberg, Unterwald.
A környező települések: északnyugatra Sankt Martin am Wöllmißberg, északra Krottendorf-Gaisfeld, északkeletre Söding-Sankt Johann, keletre Mooskirchen, délre Sankt Stefan ob Stainz.

## Története
Ligist területe 5-6 ezer éve lakott, a legkorábbi régészeti leletek újkőkoriak. Ebből a korból egy 12 m hosszú, kőalapú épületet tártak fel a régészek. Az ókorban kelták lakták, a legkorábbi leletek a La Tène-kultúrához köthetők. A római időszakból pénzérméket találtak.
Miután I. Ottó császár az augsburgi csatában legyőzte a magyarokat, a határvidéken (amely akkor a Mura vonalán húzódott) végvárrendszer építését határozta el. Ennek a része volt a Ligist melletti Dietenburg erődje, amely később rombadőlt. 1000-ben III. Ottó császár Adalbero von Eppenstein őrgrófnak adományozta a mai Ligist területét. A várat a 12. század végén építették; első névről ismert ura Ulrich de Lubgast (a Wildon hercegi család vazallusa) volt 1222-ben. Róla nevezték el a várat és a mellette levő falut Lubgastnak, amely a későbbiekben Ligistre módosult.
1355 körül a birtok a Wildonokkal rokonságban levő Saurau-családhoz került. 1542-ben 200 jobbágy lakott Ligistben.
A vár 1621-ben részben leégett, de röviddel később újjáépítették. Bár az uradalom a 18. században erősen eladósodott, a Saurau-család birtokában maradt, egészen annak 19. századi kihalásáig. A család 1783 után már nem a várban élt hanem a várhegy alján lévő udvarházukban. A 18. század végén már 385-en laktak a falu 44 házában.
1797-ben a vár már eléggé rossz állapotban volt, amit még jobban lerontott 1809-1810 telén a francia katonák bekvártélyozása, akik eltüzelték a maradék bútorokat és a padlót.
1870-ben a Göess grófi család örökölte meg a várromot és a kastélyt, tőlük 1928-ban a Máltai Lovagrendhez került. 1997-ben a "Virágos Európáért" versenyben Ligist a falu kategóriában ezüstérmet nyert.

## Lakosság
A ligisti önkormányzat területén 2017 januárjában 3255 fő élt. 2015-ben a helybeliek 96,7%-a volt osztrák állampolgár; a külföldiek közül 0,9% a régi (2004 előtti), 0,9% az új EU-tagállamokból érkezett. 0,4% a volt Jugoszlávia (Szlovénia és Horvátország nélkül) vagy Törökország, 1,1% egyéb országok polgára. 2001-ben 93,8% római katolikusnak, 1,5% evangélikusnak, 0,4% muszlimnak, 3,6% pedig felekezet nélkülinek vallotta magát. Ugyanekkor két magyar élt Ligistben.

## Látnivalók
- a ligisti várrom

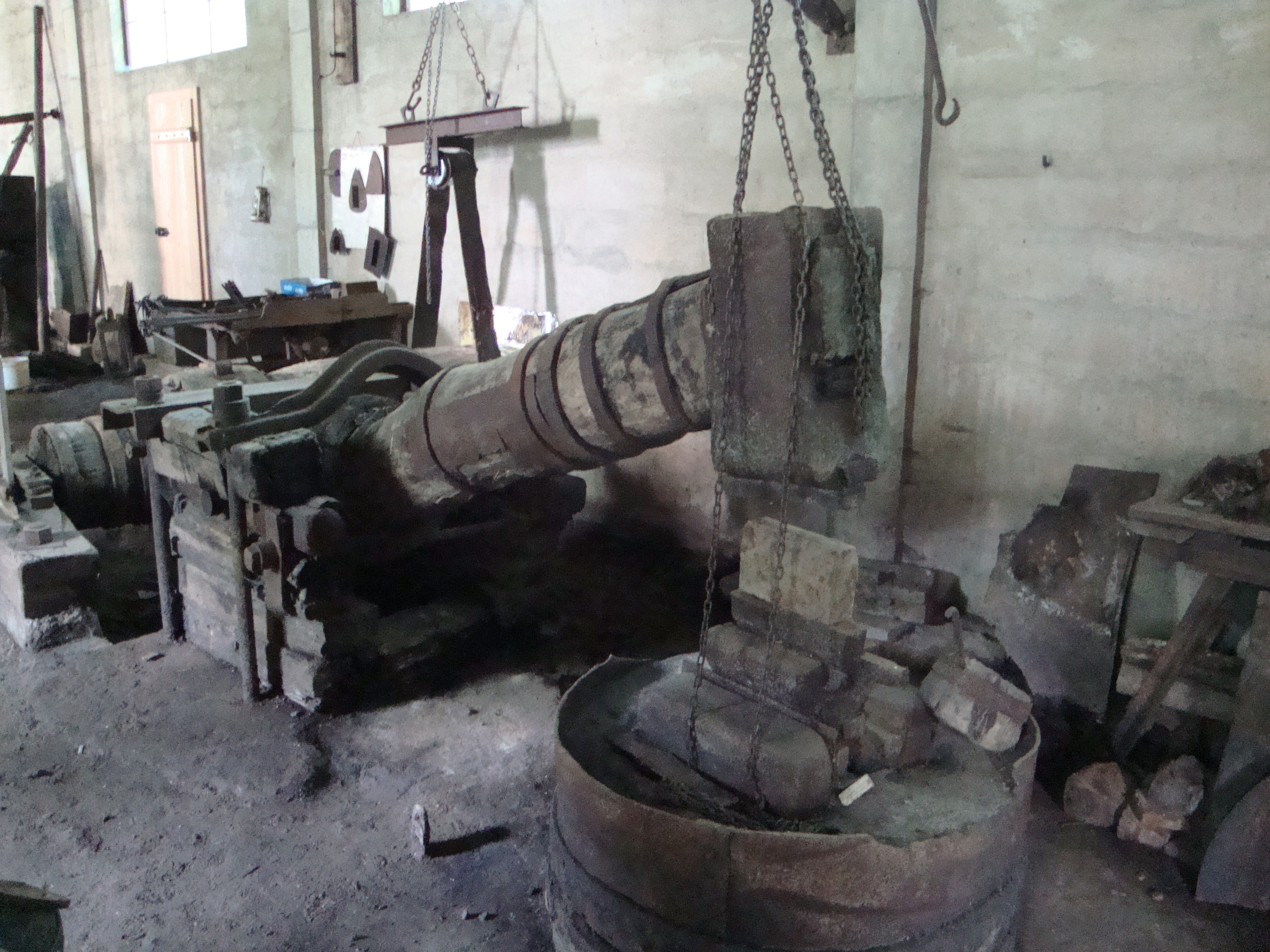
A kovácsmúzeum

- az új kastély vagy máltai kastély 1817-ben épült a Saurau-család udvarháza mellett; ma helytörténeti múzeum működik benne
- a Szt. Katalin-plébániatemplom elődjét valamivel 1283 után építették. 1359-ben már az önálló egyházközség temploma. 1786-ig Sankt Lambrecht apátsága alá tartozott. 1877-ben újjáépítették és megnagyobbították. A paplak a 18. századból való.
- Grabenwarth kápolnája
- a múzeummá átalakított 19. századi kovácsműhely

## Fordítás
- Ez a szócikk részben vagy egészben  a   Ligist című német Wikipédia-szócikk ezen változatának fordításán alapul.  Az eredeti cikk szerkesztőit annak laptörténete sorolja fel. Ez a jelzés csupán a megfogalmazás eredetét és a szerzői jogokat jelzi, nem szolgál a cikkben szereplő információk forrásmegjelöléseként.